# Jeju (ö)
Jejudo, tidigare skrivet Cheju-do, är en ö i Sydkorea.   Den utgör provinsen Jeju, i den södra delen av landet, 500 km söder om huvudstaden Seoul. Arean är 1 843 kvadratkilometer.
Terrängen på Jejudo är lite bergig. Öns högsta punkt är 1 919 meter över havet. Den sträcker sig 41,3 kilometer i nord-sydlig riktning, och 73,0 kilometer i öst-västlig riktning.
Följande samhällen finns på Jejudo:
- Jeju
- Seogwipo